# Evangelische Kirche (Riegelsberg)

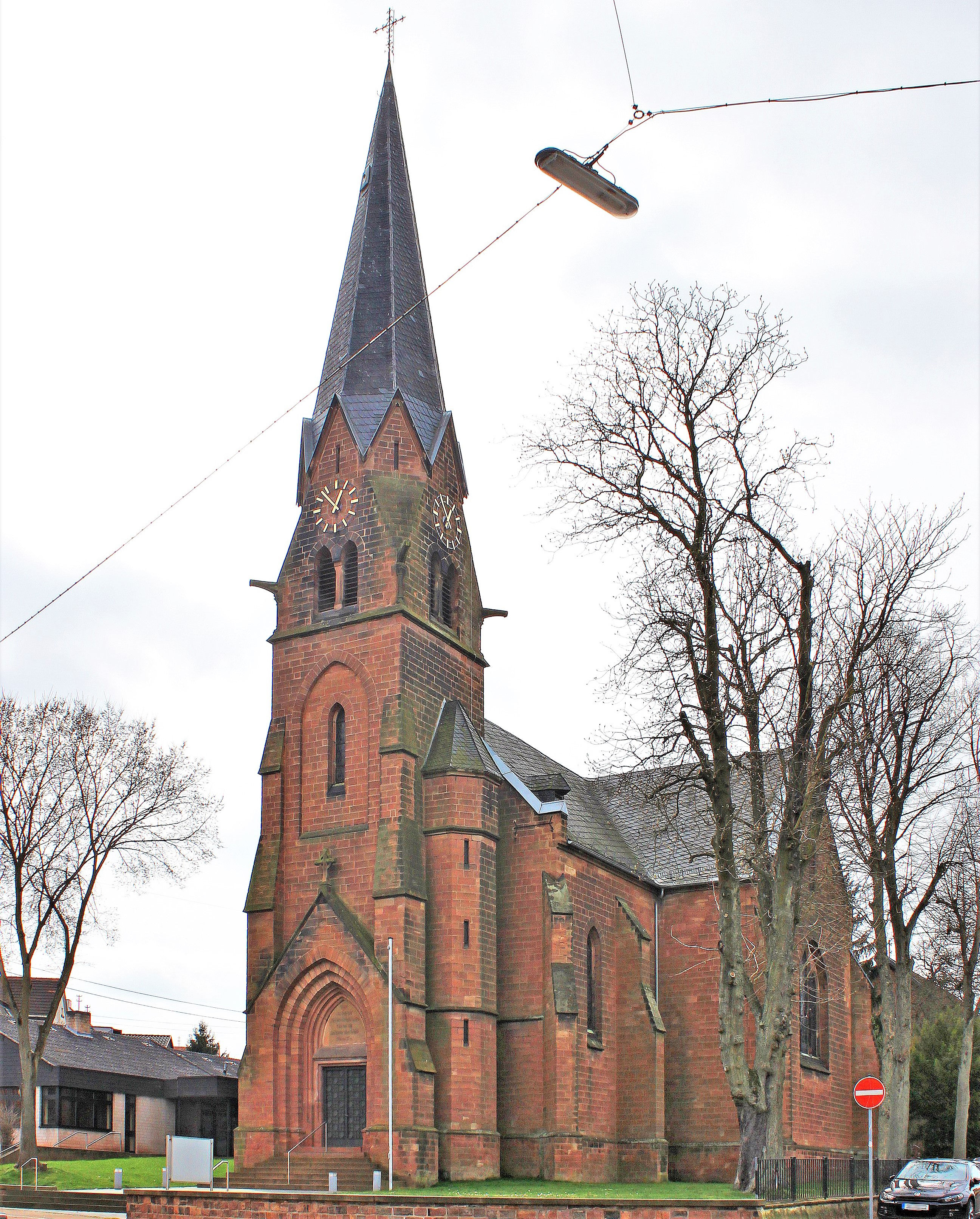
Die evangelische Kirche in Riegelsberg

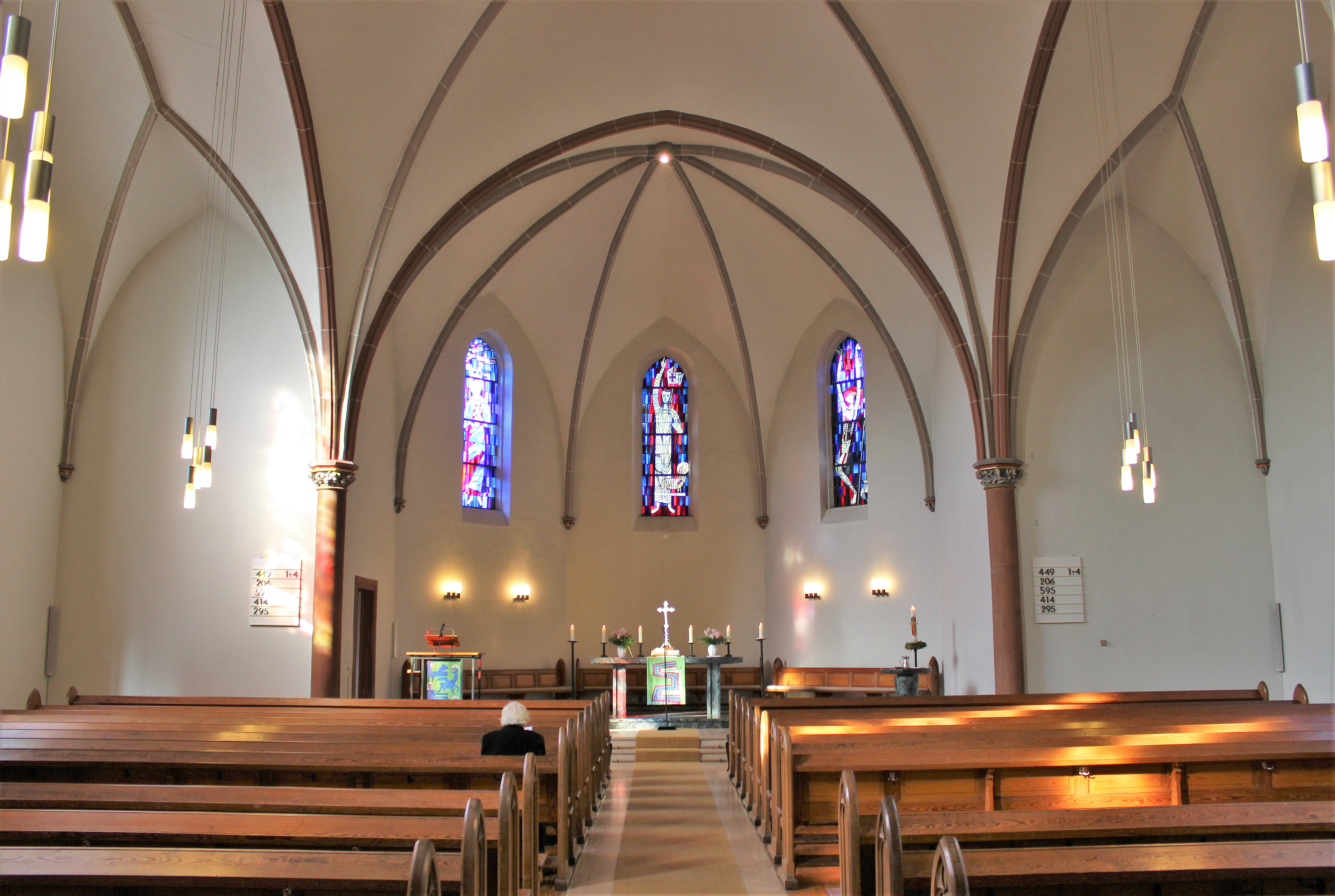
Blick ins Innere der Kirche

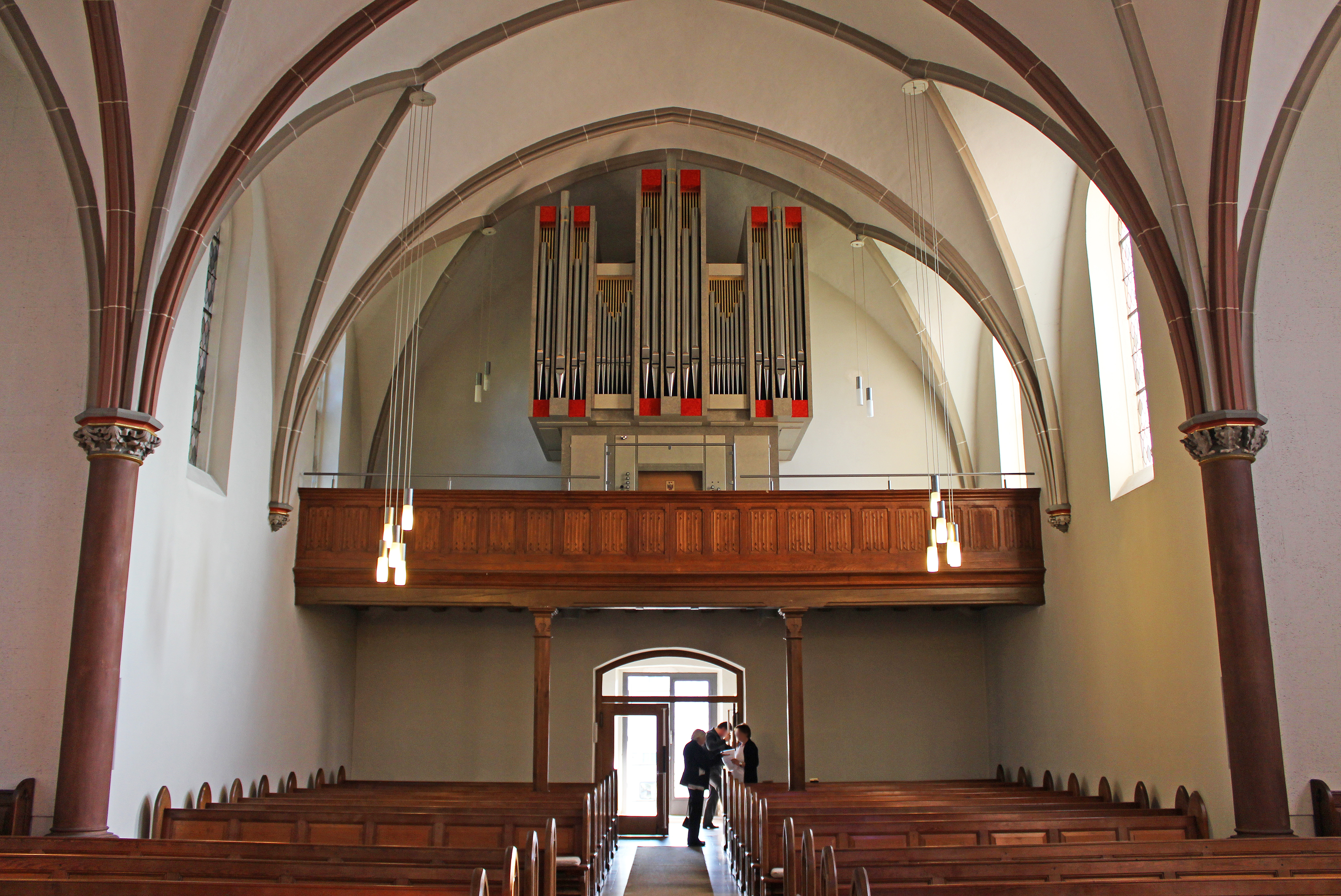
Blick zur Orgelempore

Die Evangelische Kirche Riegelsberg im saarländischen Riegelsberg ist eine Kirche der Evangelischen Kirchengemeinde Oberes Köllertal im Kirchenkreis Saar-West der Evangelischen Kirche im Rheinland. In der Denkmalliste des Saarlandes ist die Kirche als Einzeldenkmal aufgeführt.

## Geschichte
Die Kirche wurde in den Jahren 1886 bis 1889 nach Plänen des Architekten Dombaumeister Reinhold Wirtz (Trier) und nach Ideen von Regierungsbaurat Eduard Heldberg (Trier) erbaut. Von 1955 bis 1963 wurde die Kirche Restaurierungs- und Umbaumaßnahmen unterzogen. Dabei wurde die Empore im nördlichen Querschiffarm entfernt. Architekt Franz Lang (Webenheim) leitete die Maßnahmen. 1993 erfolgte eine neuerliche Restaurierung.

## Architektur und Ausstattung
Das Kirchengebäude wurde im Stil der Neugotik errichtet. Baukörper sind der Kirchturm mit Spitzhelm, an den sich das Langhaus, dann ein Querschiff und schließlich der dreiseitige Chor anschließt. Der Grundriss entspricht der Form eines lateinischen Kreuzes.
Zur Ausstattung der Kirche gehören fünf Fenster des Architekten und Glasmalers György Lehoczky (Saarbrücken), die 1962/63 entstanden sind. Sie haben die Geburt Jesu, die Kreuzigung, die Auferstehung bzw. Himmelfahrt, die Bergpredigt und die Hochzeit zu Kana zum Thema.
Der Altar, der Ambo und das Taufbecken stammen von Architekt Franz Lang (Webenheim), der diese 1962 entworfen hat. Ebenfalls im Jahr 1962 entstanden sind Paramente der Textilkünstlerin Dorothea Zech (Heusweiler) mit den Themen Altar (Christusmonogramm, Heiliger Geist, vier Ströme, Kreuz und Dornenkrone) und Kanzel (Kreuz und Krone, Zug der Heiligen, vier Evangelisten, Jünglinge im Feuerofen).

## Orgel
Die Orgel der Kirche wurde 2002 von der Firma Hugo Mayer Orgelbau (Heusweiler) erbaut. Das Orgelgehäuse, für dessen Farbfassung die Firma Mrziglod (Tholey) verantwortlich zeichnete, besteht aus massiver Tanne. Das Schleifladen-Instrument verfügt über 23 (24) Register, verteilt auf 2 Manuale und Pedal. Die Spieltraktur ist mechanisch, die Registertraktur ist elektrisch. Die Disposition lautet wie folgt:
| I Hauptwerk C–a3 |               |               |
| 1.               | Pommer        | 16′           |
| 2.               | Prestant      | 8′            |
| 3.               | Flauto major  | 8′            |
| 4.               | Octave        | 4′            |
| 5.               | Rohrflöte     | 4′            |
| 6.               | Quinte        | 2 ⁄3′         |
|                  | Octave        | 2′ (Vorabzug) |
| 7.               | Mixtur III-IV | 2′            |
| 8.               | Trompete      | 8′            |

| II Schwellwerk C–a3 |                 |        |
| 9.                  | Bleigedackt     | 8′     |
| 10.                 | Salicional      | 8′     |
| 11.                 | Voix céleste    | 8′     |
| 12.                 | Geigenprincipal | 4′     |
| 13.                 | Portunalflöte   | 4′     |
| 14.                 | Nazard          | 2 ⁄3′  |
| 15.                 | Flautino        | 2′     |
| 16.                 | Terz            | 1 3⁄5′ |
| 17.                 | Scharff III     | 1 ⁄3′  |
| 18.                 | Oboe            | 8′     |
|                     | Tremulant       |        |

| Pedal C–f1 |             |     |
| 19.        | Subbass     | 16′ |
| 20.        | Principal   | 8′  |
| 21.        | Gedacktbass | 8′  |
| 22.        | Choralflöte | 4′  |
| 23.        | Fagott      | 16′ |

- Koppeln: II/I, I/P, II/P
- Spielhilfen: 128 Einzelkombinationen auf 2 Ebenen mit Schlüsselschalter, Sequenzer vor- und rückwärts